# Новоукраинка (Великоновосёлковский район)
Новоукра́инка (укр. Новоукраїнка) — село на Украине, находится в Великоновосёлковском районе Донецкой области.
Код КОАТУУ — 1421280803. Население по переписи 2001 года составляет 46 человек. Почтовый индекс — 85530. Телефонный код — 6243.

## Адрес местного совета
85530, Донецкая область, Великоновосёлковский район, с. Богатырь, пр. Мира, 23, 98-6-24